# Sviloprejka
Svilopréjka (znanstveno ime Bombyx mori) je nočni metulj iz družine sviloprejk, iz zapredka katerega pridobivajo svilo. Gosenica se hrani z listjem bele murve, iz obustnih predilnih žlez pa izloča tekočo svilo, ki se na zraku strdi. Svilo uporabljajo za izdelavo kokona, ki služi za zaščito med procesom preobrazbe v odraslo žival.
Gojenje sviloprejk za proizvodnjo svile, ki je priljubljen material za izdelavo oblačil, se je začelo pred 5000 leti na Kitajskem, od tam pa se je razširilo najprej na Korejski polotok in Japonsko ter nato še na Zahod. Udomačena populacija izvira iz divjih sviloprejk (Bombyx mandarina). Z divjimi sorodniki se še lahko križa in tvori hibride, vendar odrasle sviloprejke zaradi tisočletij načrtne vzreje ne morejo več preživeti samostojno, tako da so v celoti odvisne od človeka.
Komercialno gojijo sviloprejke v posebnih inkubatorjih. Tekom tisočletij umetne selekcije so sviloprejke postale tolerantne do dotikanja in življenja v neposredni bližini drugih, izgubile pa so sposobnost letenja, tako da se lahko samci in samice najdejo le s človeškim posredovanjem. V primerjavi z divjimi sorodniki tudi hitreje rastejo, učinkoviteje prebavljajo hrano in imajo večje kokone.